# Frederick Douglass
Pour les articles homonymes, voir Douglass.
Frederick Douglass, né Frederick Augustus Washington Bailey en 1817 ou 1818, et mort le 20 février 1895 à Washington, est un orateur, abolitionniste, éditeur et fonctionnaire américain. Esclave depuis sa naissance, il réussit à s'instruire et s'enfuit à l'âge de 20 ans. Communicateur éloquent, il devient agent de la Massachusetts Anti-Slavery Society (en), et écrit son autobiographie : Récit de la vie de Frederick Douglass, un esclave américain, écrite par lui-même. La célébrité met sa liberté illégale dans les États non esclavagistes du Nord en danger et il se réfugie en Europe, où ses nouveaux amis obtiennent sa manumission, et finalement un financement pour qu'il fonde le journal The North Star à son retour.
Il se distancie de ses premiers collaborateurs de l'American Anti-Slavery Society (Société anti-esclavage américaine), et de son mentor William Lloyd Garrison, après l'évolution positive de son opinion sur la valeur de la Constitution des États-Unis, pour se rallier aux abolitionnistes plus conservateurs, dont l'action était axée sur la politique plutôt qu'essentiellement sur une réforme morale de l'opinion publique. Son association avec Gerrit Smith, un important contributeur du Parti de la liberté fondé par James G. Birney, est concrétisée par la fusion de leurs journaux respectifs.
Douglass a été le septième homme dans ce que les historiens ont appelé le groupe secret des six, en transmettant de l'argent et en recrutant des acolytes au Capitaine John Brown, pour un complot avec l'objectif d'une insurrection générale contre l'esclavage. Après le déclenchement de la guerre de Sécession, Douglass a été parmi les premiers à suggérer au gouvernement fédéral d'employer des troupes formées d'hommes noirs. Conférencier populaire à partir de 1866, Douglass a occupé entre 1871 et 1895 diverses fonctions de nature administrative dans le gouvernement.
Frederick Douglass croyait fermement à l'égalité de tous, y compris les descendants d'Africains, les femmes, les Amérindiens, les immigrés, et évidemment tous les autres Américains d'ascendance européenne. Certains commentateurs et historiens ont dit de Douglass qu'il est tombé dans l'autopromotion, mais s'il a pu faire la promotion d'un programme séparé pour les Afro-Américains, par exemple dans les écoles ou à cause d'un journal éphémère à Washington en 1869, ses qualités personnelles sont indéniables.

## Enfance et jeunesse

### Né esclave et orphelin
Frederick Augustus Washington Bailey est né esclave dans le comté de Talbot (Maryland), à une date que lui-même ignorait précisément, qu'il estimait être 1818, et que d'autres situent « probablement en février 1817 ». Sa mère, Harriet Bailey, est réputée avoir été d'une grande intelligence et son père « était un blanc »,, du moins lui-même a cru qu'il s'agissait du propriétaire de sa mère en ce temps-là. Il fut séparé de sa mère alors qu'il n'était encore qu'un nourrisson, une pratique courante des esclavagistes envers leurs « possessions » ; il ne la vit que quatre ou cinq fois et elle mourut quand il avait sept ans. Il aurait eu deux sœurs et un frère mais, dit-il, « la disparition prématurée de [sa] mère avait presque effacé de [leur] mémoire la réalité de [leur] parenté ».
Il passe ses premières années sous les soins de sa grand-mère. À six ans, il est envoyé dans la plantation nommée Wye House, gérée par le capitaine Aaron Anthony, et dont le propriétaire était le colonel Edward Lloyd, un des hommes les plus riches de l'État, qui possédait près de mille esclaves selon les estimations de Douglass. Il y découvrit la violence des rapports entre Blancs et esclaves, et il assista pour la première fois à une séance de châtiment corporel, qui le marqua à jamais : sa tante fut suspendue par les bras et fouettée à de nombreuses reprises par le régisseur, pour avoir été aperçue avec un homme dont il lui avait interdit la fréquentation.

### Espoir naissant de la liberté
Vers l'âge de douze ans, il fut envoyé à Baltimore chez Hugh Auld, dont le frère Thomas avait épousé la fille du capitaine Anthony. Le séjour de Douglass chez le frère du gendre de son propriétaire s’avéra une bénédiction dans sa vie, sans laquelle il n'aurait peut-être jamais pu espérer devenir libre. En effet, Madame Auld, Sophia, se montra très gentille envers lui et, à l'insu de son mari, ainsi qu'au mépris de la loi qui lui interdisait de le faire, elle apprend au petit Frederick les rudiments de la lecture.
Le mari apprit le « complot » et sermonna sa femme sur le fait que l'apprentissage de la lecture par un esclave le porterait immanquablement à ne plus se satisfaire de sa condition ; « Le savoir gâterait le meilleur nègre du monde. Si tu enseignes à ce nègre à lire, il n'y aura plus moyen de le tenir. Cela le rendra à jamais inapte à l'esclavage », se souvient d'avoir entendu dire de lui Douglass. C'est pour lui comme une révélation et dès lors il mit tout en œuvre pour poursuivre son éducation. Mme Auld se soumit aux injonctions de son mari, mais Douglass obtint des leçons de la part de jeunes enfants blancs pauvres en échange de pain et lisait en secret ce qu'il pouvait trouver à lire chez ses maîtres.

### Auto-apprentissage
Avec de l'argent gagné en vendant des bottes sur le marché noir, il réussit à acheter son premier livre, Columbian Orator. Ce livre, paru à Boston en 1797, est un recueil de discours qui était utilisé pour l'enseignement de la rhétorique ; il y trouve notamment un dialogue entre un maître et son esclave dans lequel sont démontés tous les arguments des esclavagistes, ainsi qu'un discours de Richard Brinsley Sheridan traitant du catholicisme qui est à l'origine de sa conversion religieuse,. Il apprend aussi à écrire des laissez-passer pour les esclaves fugitifs. Par sa persévérance dans ses lectures, Douglass se forge graduellement une bonne compréhension de ce qu'est l'institution de l'esclavage, et élabore sa propre version de son opposition aux préjugés raciaux, et sa conception de la liberté et des droits de l'homme.

### Périodes d'esclave loué
À la mort du Capitaine Anthony en 1833 et à la suite d'une dispute entre les frères Hugh et Thomas à son sujet, Douglass est renvoyé chez ce dernier qui, insatisfait de son comportement, le loue pour une année au fermier Edward Covey, « qui avait la réputation de discipliner les esclaves ». Douglass est régulièrement fouetté chez son nouveau maître, mais il survit sans que son esprit ne soit brisé.
Lors d'une confrontation, Douglass riposta aux coups de Covey. Il se battit avec Covey pendant deux heures. La bagarre n'eut pas de vainqueur. Pour Covey, le plus important était de conserver sa réputation de « briseur » d'esclaves et, plutôt que d'ébruiter qu'un de ses esclaves avait osé lui tenir tête, il laissa Douglass s'en sortir sans que celui-ci soit inquiété.
Douglass est par la suite loué à William Freeland, qui possédait une grande plantation près de St-Michael, au Maryland. Ce nouveau maître le traite bien. Douglass donne alors aux autres esclaves des cours de lecture, en s'appuyant sur le Nouveau Testament. Freeland tolère cette école du dimanche, à laquelle assistent une quarantaine de personnes, mais les voisins esclavagistes s'y opposent, et l'expérience prend fin.

## Fuites et début de la liberté illégale
En 1836, Douglass veut s'échapper, mais son projet est révélé et il se retrouve en prison pendant une semaine. Ses juges manquent de preuves contre lui et il est renvoyé de chez Freeland pour être retourné chez Hugh Auld. Durant ce deuxième séjour à Baltimore, qui dure une année, il apprend le métier de calfat (qui consiste à étancher les joints de navire).
C'est durant cette période qu'il fait la connaissance de Anna Murray, une Afro-américaine libre, qui deviendra plus tard sa femme.
Le 3 septembre 1838, déguisé en marin et muni de papiers d'identité obtenus d'un marin noir libre, il s'enfuit par le train de Baltimore se rendant à Havre de Grace dans le Maryland, traverse la rivière Susquehanna à bord du traversier, continue en train jusqu'à Wilmington dans le Delaware, atteint Philadelphie par bateau et arrive finalement à destination de New York ; un très long voyage, mais qui dure en tout moins de vingt-quatre heures.
Pour des raisons de sécurité, il se retire à New Bedford dans le Massachusetts et se fait appeler « Frederick Douglass » plutôt que « Frederick Augustus Washington Bailey » (il a choisi le nom de Douglass sur la suggestion d'un ami qui aimait Lady of the Lake de Scott). Il a travaillé à cet endroit comme ouvrier agricole pendant trois années, dans la clandestinité.

## Vie publique

### Débuts comme orateur et abolitionniste

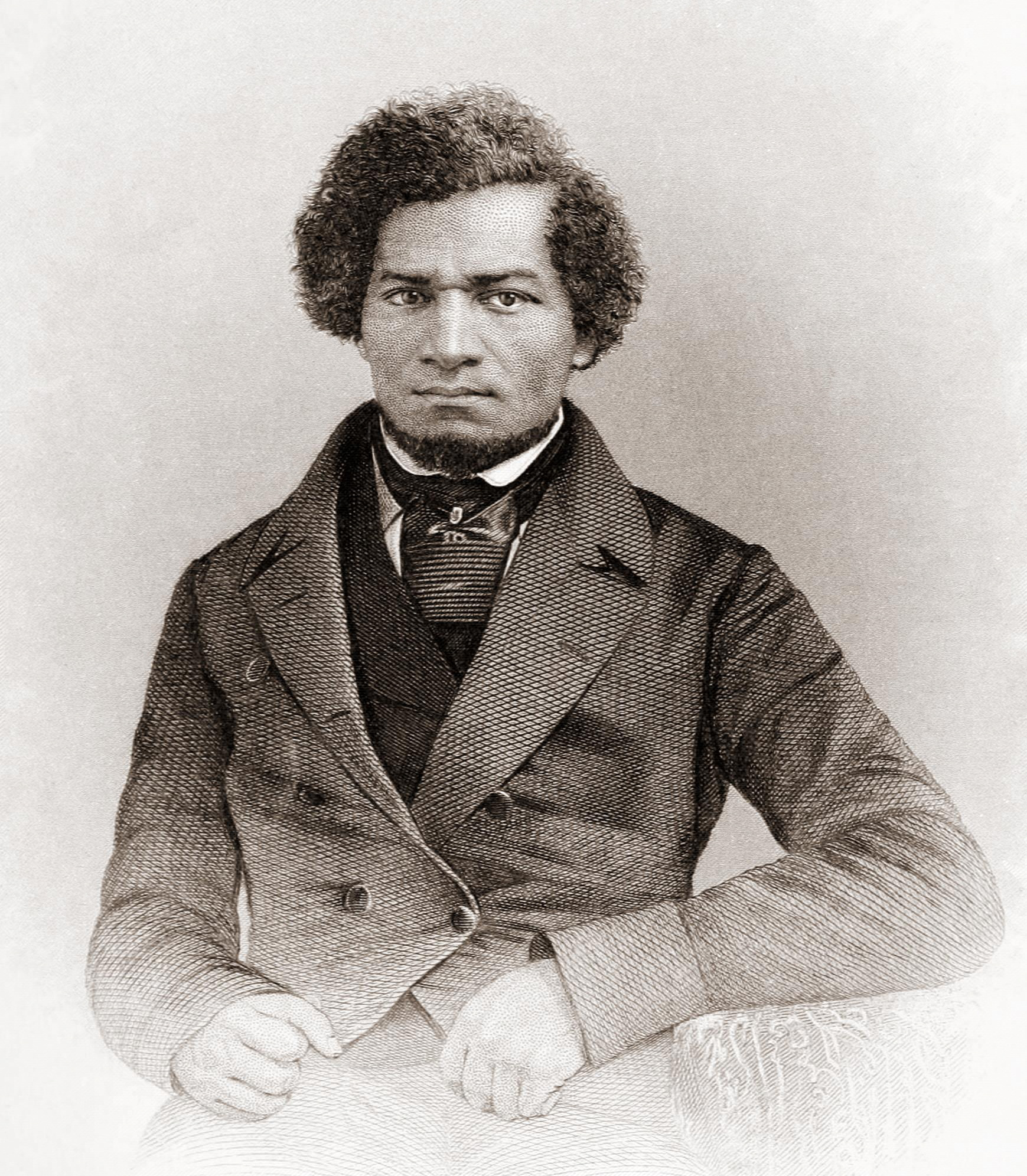
Le jeune Frederick Douglass.

Sorti des griffes de son propriétaire, Douglass fréquente des membres de la communauté noire et abolitionniste à New Bedford (Massachusetts). Sa conscience politique se développe avec la lecture du journal édité par William Lloyd Garrison, The Liberator, qui « occupait dans son cœur la seconde place, juste après la Bible ». William Coffin, un libraire dans les cercles quaker, le presse de venir raconter son histoire dans une convention interraciale d'hommes et de femmes abolitionnistes sur l'île de Nantucket ; c'était pour plusieurs la première fois qu'ils entendaient un esclave fugitif parler de lui-même en public. L'audience est fascinée, charmée et touchée au cœur. Il devient bientôt un agent de la Massachusetts Anti-Slavery Society (en).
Lors d'un déplacement en train en septembre 1841, Douglass et John A. Collins sont victimes de ségrégation et de violence. Les abolitionnistes enquêtent sur le respect des droits humains des noirs dans les compagnies de chemin de fer, et publient leurs résultats dans le Liberator, tout en réévaluant régulièrement la situation. Confrontés aux effets de la mauvaise publicité, les quelques compagnies qui avaient des politiques ségrégationnistes se voient forcées de les retirer afin de pouvoir se présenter de manière aussi favorable que leurs concurrents.
En 1843, Douglass et Collins font une tournée de six mois à travers l'Est et le Midwest américain, à Syracuse (New York) dans le Comté d'Onondaga, etc., dans le cadre du projet dit des « Cents conventions », organisé par la Société anti-esclavage américaine.

### Autobiographie
Douglass est continuellement appelé à raconter son histoire, et certains l'accusent d'être un imposteur. En 1845, il écrit et publie sa biographie, Récit de la vie de Frederick Douglass, écrit par lui-même (Narrative of the life of Frederick Douglass, written by himself), qui est imprimée sur les presses du Liberator. Son livre se vend rapidement, d'abord à 4 500 exemplaires les premiers cinq mois, puis à 30 000 en cinq ans ; il est réimprimé neuf fois dans les trois années qui suivent sa publication, et également traduit en français et en néerlandais.
L'ouvrage est malicieusement dénigré par les tenants des préjugés raciaux, sur lesquels sont fondés l'esclavage ; on prétend que « l'ensemble n'est que la somme d'une falsification, du début à la fin », qu'un noir n'est pas capable d'une telle éloquence, etc. Néanmoins, le récit de sa vie par Douglass a contribué de manière importante à éclairer, et donc humaniser, une partie de l'opinion publique américaine par rapport aux conditions d'existence des esclaves. Dans ce processus de conscientisation graduelle des masses, la vie de Douglass a également eu un impact considérable de manière indirecte, à partir de 1851, en fournissant à Harriet Beecher Stowe une partie des éléments factuels dont elle s'est servie pour son roman réaliste La Case de l'oncle Tom.
Au cours de sa vie, Douglass aura finalement publié son autobiographie en trois versions progressivement augmentées : Le récit de 1845, le plus vendu, sera suivi de My bondage and my freedom en 1855, puis de Life and times of Frederick Douglass en 1881 (après la guerre de Sécession), qui a été légèrement révisé en 1892.
Avec le succès de son livre, Douglass est d'autant plus reconnaissable, et donc à risque d'être renvoyé en esclavage auprès de son ancien propriétaire, Hugh Auld, en vertu de la Loi sur les Esclaves fugitifs. Ses amis abolitionnistes l'encouragent alors à se rendre en Grande-Bretagne pour partager son témoignage et rencontrer les activistes et collaborateurs d'Europe.

### Voyage en Europe et manumission
Douglass se rend à destination de Liverpool le 16 août 1845 à bord du Cambria, et pendant les vingt mois suivant, il donne des conférences dans ce pays, ainsi qu'en Irlande, - où débutait la grande famine. Ses discours ont généralement lieu dans des églises et des chapelles protestantes. Il constate avec joie qu'il est considéré comme un être humain et un égal, et ce, dès son arrivée. Il est éloquent, et devient rapidement populaire. Il se lie d'amitié notamment avec une famille quaker de Newcastle, les Richardson, ainsi que le nationaliste irlandais Daniel O'Connell. Une réception a lieu en son honneur à Londres en mai 1846.
Des philanthropes anglais proposent à Douglass de payer pour sa libération. La plupart des leaders de la Société anti-esclavage américaine craignaient que cela soit perçu comme l'admission tacite du droit des esclavagistes à obtenir une compensation en contrepartie de toute émancipation, mais Garrison affirme au contraire que cela ne fera que démontrer leur infernal pouvoir d'extorsion. Douglass est racheté pour 150 livres (soit 700 dollars de l’époque), à la suite d'une négociation avec Hugh Auld, qui avait acquis de son frère Thomas tous les droits légaux sur la vie de Frederick pour 100 dollars. Douglass est officiellement affranchi de l'esclavage le 12 décembre 1846, après huit ans en liberté illégale.
Les Anglais proposent également à Douglass de lui verser une rente, mais il refuse pour ne pas affecter ses « sympathies issues de difficultés partagées et coopération mutuelle », dit-il. Cependant, il commença à songer à utiliser cet argent pour fonder son propre journal abolitionniste. L’idée de s’installer en Grande-Bretagne avec sa famille lui effleure l'esprit un moment. Il rentre à Boston le 20 avril 1847.

### Tournée dans l'Ouest avec Garrison

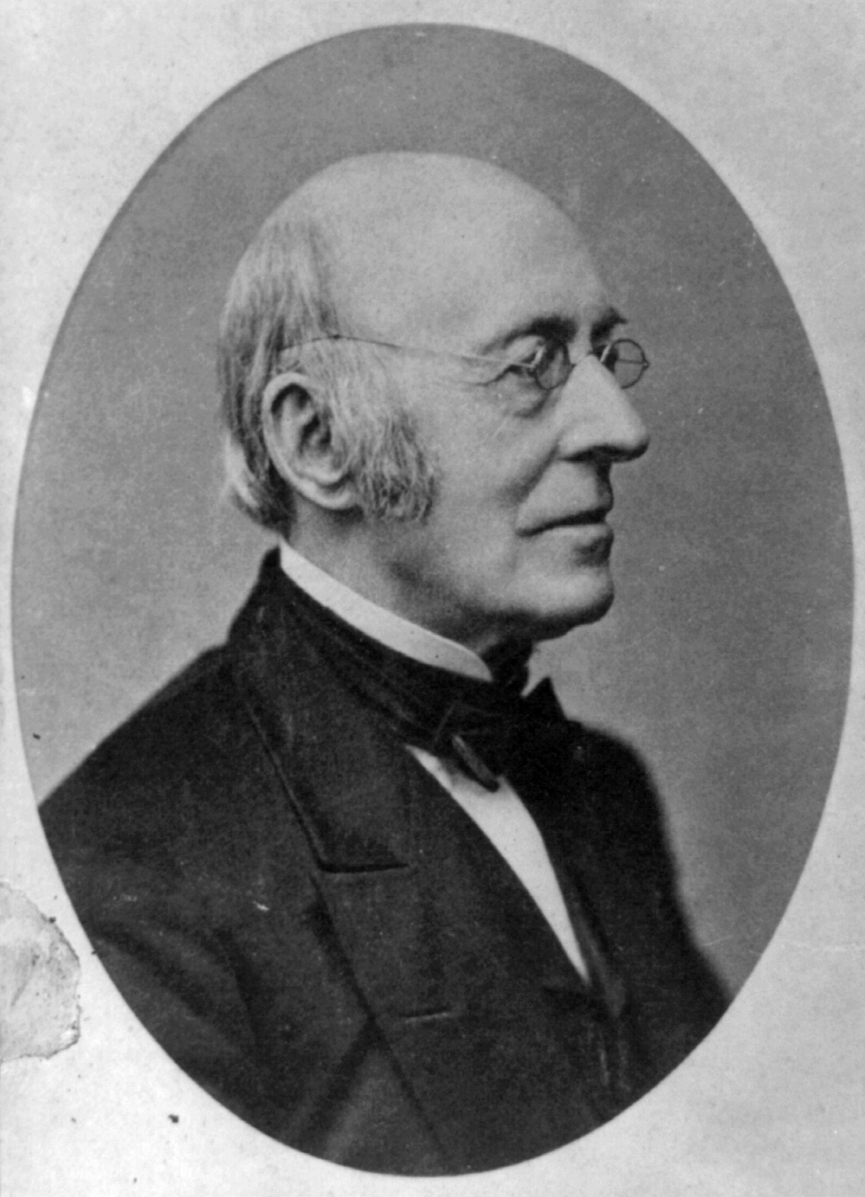
William Lloyd Garrison.

À son retour aux États-Unis Douglas, grâce au succès de son livre, était libéré de toujours raconter son histoire. De fugitif exemplaire, il devient une figure plus politique.
En août et septembre 1847, Douglass donne une série de conférences en compagnie de Garrison dans l'ouest du pays, juste avant la formation de la Western Anti-Slavery Society par Abby Kelley et autres abolitionnistes. À Philadelphie, qui n'avait encore jamais vu un orateur noir, ils sont d'abord victimes de chahuteurs et se font lancer toutes sortes d'objets, des œufs, etc., mais leurs réunions subséquentes dans des églises noires sont des succès, et dans l'ensemble, ils sont très bien accueillis partout. Douglass témoigne de sa non-violence, et dénonce la complicité des églises avec l'esclavage, tandis que les aspects politiques sont plus directement abordés par son collègue.

### Fondation duNorth Star
En Grande-Bretagne, Douglass avait fait part à ses amis qu'il caressait le projet de fonder son propre journal, qui serait consacré au « témoignage de la race [noire] ». La Société anti-esclavage américaine lui avait fortement déconseillé de se lancer dans une telle aventure, qui ne ferait que « perpétuer les distinctions de couleurs ». Et on lui offre à la place une colonne dans le National Anti-Slavery Standard de l'association. Douglass a cru que l'association, de même que Garrison avec son Liberator, voulait seulement éviter un compétiteur potentiel. En fait, selon l'historien Henry Mayer, Garrison pouvait craindre pour la viabilité financière d'un autre journal du genre, car cela mettrait en péril son indépendance par rapport aux pouvoirs politiques et religieux ; et craindre aussi que Douglass ait déjà changé ses opinions.
Quoi qu'il en soit, avec l'aide de ses amis britanniques, de qui il reçoit une aide de 500 livres, et avec le soutien également de Gerrit Smith, Douglass fonde à Rochester The North Star, qu'il nomme ainsi en hommage au journal chartiste le Northern Star de l'irlandais Feargus O'Connor. Le premier numéro, composé de quatre pages, est publié le 3 décembre 1847, avec les devises suivantes en en-tête : « Le droit n'a pas de sexe - La vérité n'a pas de couleur - Dieu est notre père à tous et nous sommes tous frères ». Son abonnement annuel se monte à 2 dollars.
Pour ses nouvelles fonctions, Douglass reçoit en 1848 le soutien de l'activiste afro-américain Martin Delany, qui coédite avec lui le journal pendant un certain temps. Delany, qui a déjà dirigé son propre journal, le Mystery de Pittsburgh, et connait les presses, se charge de collecter des fonds dans le Nord et l'Ouest ; et il alimente aussi les colonnes du journal du fruit de ses tournées.
Douglass participe en 1848 à la Convention de Seneca Falls, la première du genre dédiée aux droits des femmes aux États-Unis.

### Souci de l'éducation des Noirs
Convaincu que l'amélioration du statut social des Afro-américains ne peut passer que par leur accès à l'éducation, il se fait l'avocat précoce de la déségrégation dans les écoles. Il considère même cette revendication comme plus urgente pour les Noirs que l'obtention des droits civiques. Dans les années 1850 à New York, le rapport entre écoliers blancs et noirs est de 1 à 40 tandis que le ratio des dépenses consacrées à l'éducation pour les deux catégories de population est de 1 à 1 600.

### Volte-face concernant la Constitution

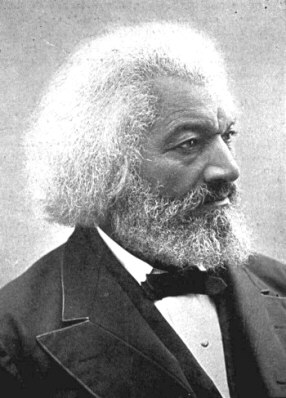
Frederick Douglass.

Douglass crée une commotion au sein de la Société anti-esclavage américaine en annonçant, lors de l'assemblée annuelle en mai 1851, que contrairement à ce qu'il avait cru jusque-là, il était désormais convaincu que la Constitution des États-Unis ne soutenait pas l'institution de l'esclavage. En adoptant la conception de l'abolitionnisme soutenue par William Goodell (en), Lysander Spooner et Gerrit Smith, et défendue par le « Parti de la Liberté » (Liberty Party) fondé par James G. Birney quelques années auparavant, non seulement Douglass se dissociait de l'approche de l'association anti-esclavage mais il consommait une longue rupture de nature politique avec ses leaders, dont William Lloyd Garrison et Wendell Phillips.
Il rejoignait le camp des adversaires de son ancien mentor, et prenait position contre ses premiers collaborateurs. En fait, il avait choisi d'installer le North Star à Rochester parce que cette ville était en plein milieu de la contrée du Liberty Party,. D'un point de vue géographique, et dans une certaine mesure en termes de « souscripteurs » — bien que la poste était très efficace — le North Star à Rochester se trouvait en « compétition » plus directe avec un journal d'inspiration « garrisonienne » fondé par les quakers Abby Kelley et Stephen Symonds Foster (en) à Salem (Ohio), le Anti-Slavery bugle, qu'avec le Liberator de Garrison à Boston,. Le nouvel organe non officiel du Liberty Party a été fondé dans la même région, et à peu près en même temps, que la « Western Anti-Slavery Society », qui était affiliée à l'association nationale, et ce alors que le pays se développait et se peuplait rapidement vers l'ouest.
Ces derniers évènements coïncident avec l'épuisement de la subvention britannique pour le journal de Douglass. Dans ces circonstances, le North Star fusionne en 1851 avec un journal soutenu par Smith et exprimant les idées du « Liberty Party », les deux ensemble formant alors le Frederick Douglass' Paper.

### Autre schisme parmi les abolitionnistes
Le cercle des abolitionnistes autour de Smith étant plutôt restreint, Douglass a cherché du soutien parmi les abolitionnistes évangélistes qui étaient depuis longtemps mal à l'aise avec Garrison, y compris en Grande-Bretagne. C'est ainsi qu'une Anglaise dont il avait fait la rencontre en Grande-Bretagne, Julia Griffiths (en), est devenue sa proche collaboratrice, notamment en s'occupant de questions de secrétariat et de correspondance. Mme Griffiths a vécu chez les Douglass un certain temps, mais la femme de Frederick, Ann Douglass, a par la suite exigé qu'elle aille s'installer ailleurs, bien qu'elle ne s'opposât pas à ce qu'elle continue son travail avec son mari. Cela a donné lieu à des rumeurs et des ragots.
La fondation par Griffiths d'une nouvelle association de femmes anti-esclavages a été perçue, du côté de l'association nationale comme « un autre schisme sectaire », après celui survenu à la suite de sa reconnaissance de l'égalité des femmes. Pour sa part, Douglass « cherchait [de manière générale] à se présenter comme la victime d'une organisation riche et puissante ».
Harriet Beecher Stowe est intervenue en 1853 pour tenter de calmer le différend entre Douglass et Garrison, et surtout faire cesser leur acrimonie l'un envers l'autre, en disant au premier qu'il y avait « suffisamment de place pour lui sans qu'il nuise à l'action de ses anciens amis», et au second de faire preuve de patience. Ce n'est qu'en 1861, face à l'urgence de la situation, que Douglass (et Smith) ont mis de côté leur différend avec Garrison, qui était alors rallié par un nombre encore plus grand d'abolitionnistes ».

### Opinions sur la violence
Partisan résolu de la non-violence, Douglass change progressivement d'opinion sur la question de l'usage de la violence comme outil de libération, notamment à la suite de l'adoption par le Congrès d'une loi sur les esclaves fugitifs en 1850.
Il se rapproche de l'abolitionniste radical John Brown mais s'avère réticent concernant son projet d'armer une rébellion d'esclaves dans le sud des Appalaches. Il pense qu'une attaque contre une propriété du gouvernement fédéral ne peut qu'enrager l'opinion publique américaine. Brown lui rend visite deux mois avant de mener en 1859 un raid contre l'arsenal fédéral d'Harper's Ferry. Après le déclenchement de l'attaque, Douglass se réfugie au Canada, craignant d'être arrêté en tant que conspirateur. Les faits sont que Gerrit Smith, philanthrope et associé de Douglass, avait engagé John Brown sur une propriété. Douglass était considéré comme le septième dans le « Secret Six » qui a comploté avec Brown, peut-être plus en fonction de sa réputation qu'un plan concret. Après l'attaque terroriste de Brown, une lettre retrouvée compromettait Douglass.

## Guerre de Sécession

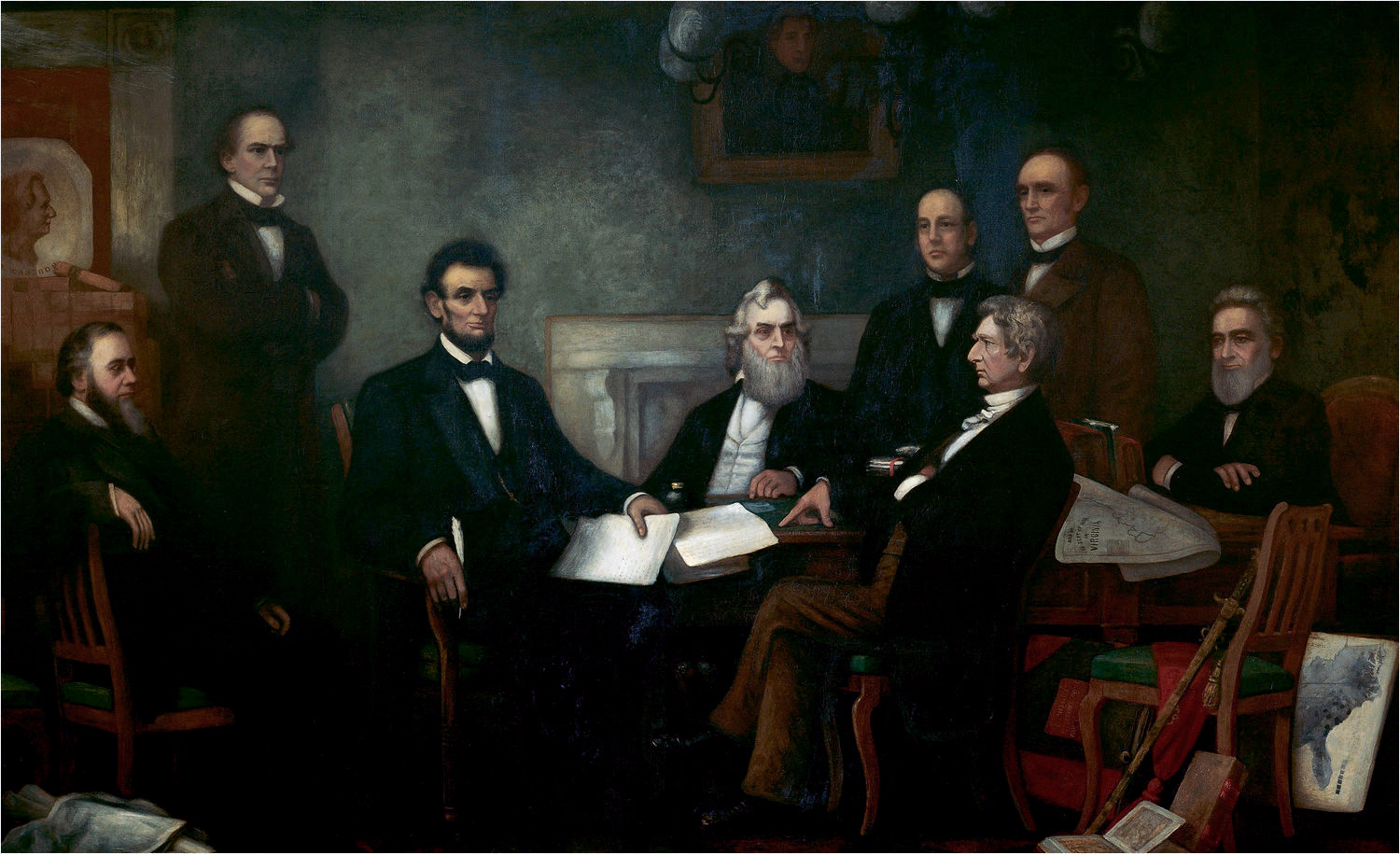
Signature de la Proclamation d'émancipation, le 31 décembre 1862.

Douglass mène durant la guerre de Sécession une campagne active pour autoriser les Noirs à s'engager aux côtés des combattants de l'Union. L'enjeu de cette guerre étant, selon Douglass, de mettre un terme à l'esclavage des Noirs, il estime naturel que ces derniers puissent être autorisés à prendre part à la lutte qui doit mener à leur émancipation. Leur enrôlement dans l'armée pourrait aussi favoriser l'obtention des droits civils qui constitue nécessairement pour Douglass l'étape qui suivra leur libération. « Que le Noir parvienne seulement à porter sur sa personne les lettres de cuivres U.S., qu'il arrive à mettre un aigle sur ses boutons, un fusil sur son épaule et des balles dans sa poche, et aucun pouvoir au monde ne pourra plus nier qu'il a gagné le droit de devenir un citoyen. »
Pendant la guerre, il s'oppose aussi avec véhémence à l'idée, un temps reprise par Lincoln, d'expatrier les esclaves libérés dans des colonies extérieures aux États-Unis. Pour Douglass, les Noirs étaient sur leurs terres aux États-Unis : le pays ne devait compter que sur ses propres ressources pour faire face à un problème dont il portait l'entière responsabilité. Il milite au contraire pour la libération immédiate des esclaves situés sur le territoire des États-Unis, qu'ils soient tenus par les sudistes ou par les unionistes.
Dans la nuit du 31 décembre 1862, Lincoln prononce la Proclamation d'émancipation, qui libère les esclaves de la Confédération, tout en les maintenant dans l'Union. Douglass salue cette décision historique.

## Après la guerre

### Carrière administrative et politique

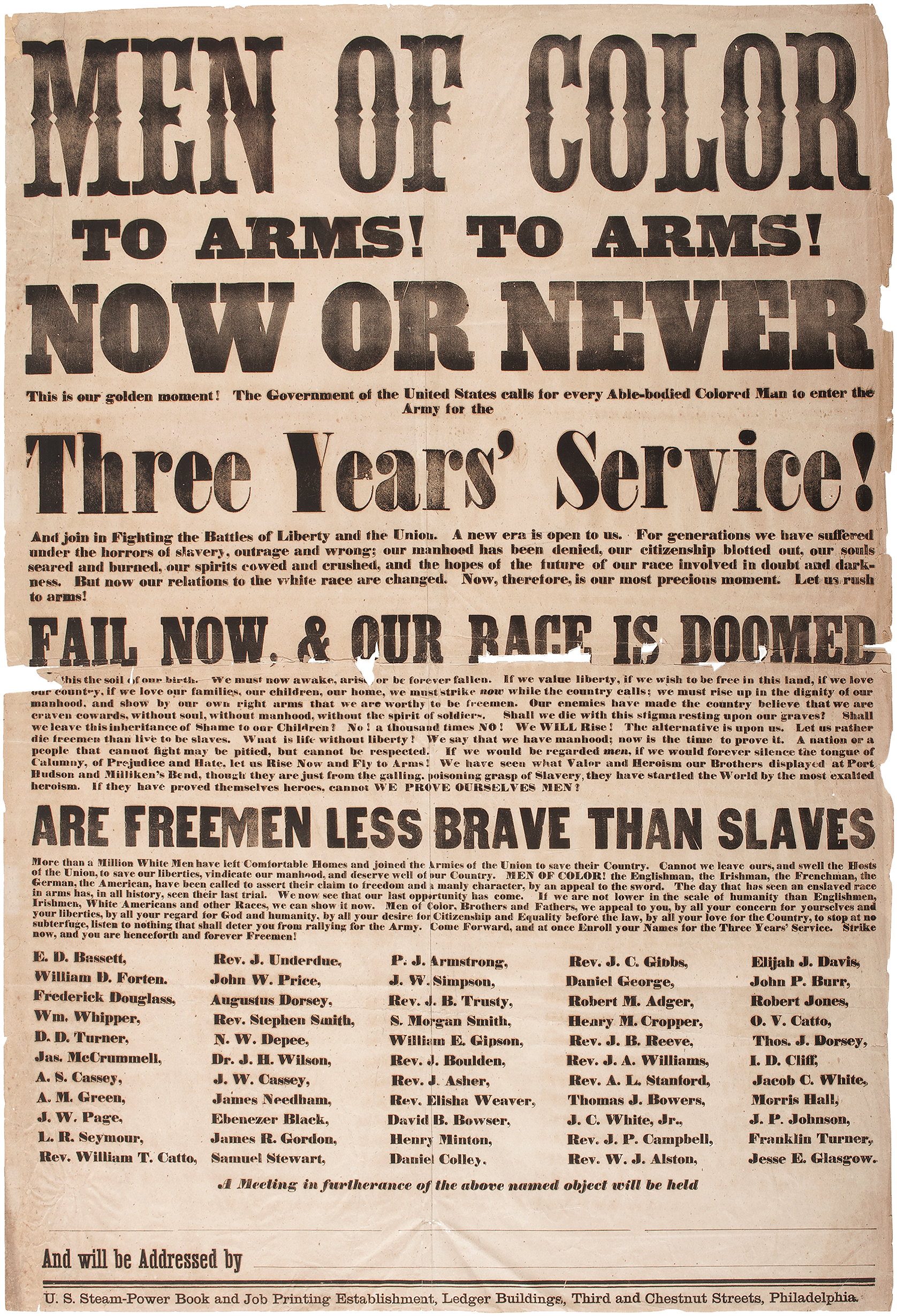
Un appel de Frederick Douglass aux hommes de couleur pour rejoindre l'armée.

Après la guerre de Sécession, Douglass occupe plusieurs positions politiques importantes. Il devient président de la Freedman's Savings Bank, un organisme gouvernemental chargé de favoriser l'intégration des anciens esclaves durant la période de reconstruction qui suit la guerre. Puis, il est successivement marshal du district de Columbia ; consul-général de la république d'Haïti (1889-1891) ; et chargé d'affaires pour la République dominicaine. Au bout de deux ans, il démissionne de ses fonctions diplomatiques à cause de désaccords avec la politique du gouvernement américain. En 1872, il s'installe à Washington après l'incendie de sa maison de Rochester (New York).
Il soutient en 1868 la campagne présidentielle de Ulysses Grant. Durant ses deux présidences, Grant signe le Ku Klux Klan Act ainsi que les second et troisième Enforcement Acts. Il déclare la loi martiale dans neuf comtés de Caroline du Sud. Plus de 5 000 membres de l'organisation raciste sont arrêtés. Malgré leur libération, faute de preuves, l'organisation est démantelée.
En 1872, Douglass devient à son insu le premier Noir à être candidat à la vice-présidence lors de l'élection présidentielle. Sans s'être porté candidat, il est en effet désigné par l’Equal Rights Party comme colistier de Victoria Woodhull, la première femme candidate pour la présidence du pays. Douglass ne participe d'ailleurs pas à la campagne présidentielle aux côtés de Woodhull.
Il était surnommé « Le sage d'Anacostia » ou « Le lion d'Anacostia ».
Douglass assiste en 1876 à l'inauguration du Freedman’s Memorial, érigé en hommage à Lincoln dans le Lincoln Park de Washington. Déçu par l'hommage rendu par un avocat, le public plébiscite Douglass qui finit par accepter d'improviser un discours sur l'ancien président. Il note sa réticence à rejoindre la cause de l'émancipation et souligne que s'il était initialement opposé à l'expansion de l'esclavage, il n'était pas dès l'origine partisan de son élimination. Mais il affirme aussi que « n'importe quel homme de couleur, ou n'importe quel homme blanc éprouvant de la sympathie pour l'égalité de tous les hommes ne peut oublier la nuit qui a suivi le premier jour de janvier 1863 [celui de la Proclamation d'émancipation], quand le monde entier a vu Abraham Lincoln prouver qu'il était aussi bon que ses discours le laissaient entendre ».

### Boycott de l'Exposition universelle de 1893
Frederick Douglass organise avec trois autres militants un boycott de l'exposition universelle de 1893 qui, nulle part, ne mentionne l'histoire des Afro-Américains dans les pavillons officiels. Ida B. Wells, Irvine Garland Penn (en) et Ferdinand Lee Barnett rédigent avec lui à cette occasion un pamphlet qui détaille le parcours des Noirs depuis leur arrivée en Amérique et qui est distribué à l'entrée de l'exposition : « Les raisons pour lesquelles l'Américain de couleur n'est pas à l'exposition universelle. » (Reasons Why the Colored American Is Not in the World's Columbian Exposition). Ida Wells confie plus tard à Albion W. Tourgée que 20 000 copies du pamphlet ont été distribuées.

### Retraite à Cedar Hill
Douglass eut cinq enfants au cours de sa vie dont l'un mourut à l'âge de dix ans alors qu'il se trouvait en Grande-Bretagne ; deux d'entre eux, Charles et Rossetta, l'aidaient dans la production de ses différents journaux.
En 1877, Douglass s'installe dans ce qui allait être sa dernière demeure, située dans le district de Washington, sur les bords de la rivière Anacostia, qui inspira son surnom de Lion d'Anacostia. Il nomme Cedar Hill ce domaine qu'il agrandit progressivement pour porter sa superficie à 61 000 m2. La propriété accueille maintenant le site historique national Frederick Douglass.
Le 20 février 1895, il assiste au Conseil national des femmes à Washington, y recevant une ovation du public. Peu après son retour à Cedar Hill, il est victime d'une crise cardiaque. Il est enterré au cimetière du Mont Hope à Rochester.

## Œuvre
- Récit de la vie de Frederick Douglass, un esclave américain, écrite par lui-même [« A Narrative of the Life of Frederick Douglass, an American Slave »] (trad. de l'anglais), 1845 (lire en ligne).
- Mémoires d’un esclave (trad. Normand Baillargeon et Chantal Santerre), Montréal,, Lux.
- Frederick Douglass, Mon éducation, Éditions Mille et une nuits, 2003 (ISBN 2-84205-685-X et 978-2-84205-685-8, OCLC 56010003, lire en ligne).
- (en) The Heroic Slave. Autographs for Freedom, Boston, Jewett and Company, 1853.
- (en) My Bondage and My Freedom, 1855.
- (en) Life and Times of Frederick Douglass, 1892.
- (en-US) Frederick Douglass, John R. McKivigan (éditeur), Julie Husband (éditeur) et Heather L. Kaufman (éditeur), The Speeches of Frederick Douglass: A Critical Edition, Yale University Press, 23 octobre 2018, 688 p. (ISBN 9780300192179)

### Discours
- The Church and Prejudice
- Self-Made Men
- Speech @ National Hall, Philadelphia July 6, 1863 for the Promotion of Colored Enlistments, Internet Archive
- Allocution le 2 janvier 1893, à l'occasion de l'inauguration du pavillon haïtien de l'exposition universelle de Chicago : « Nous ne devons pas oublier que la liberté dont vous et moi jouissons aujourd'hui… est en grande partie due à la position courageuse prise par les fils noirs d’Haïti il y a quatre-vingt-dix ans… se battant pour leur liberté, ils se sont battus pour la liberté de chaque homme noir dans le monde »[57].
- « Que signifie le 4 juillet pour l'esclave ? », in De l'esclavage en Amérique, éd. F. Specq, Paris, Rue d'Ulm, 2006 (avec le discours de H. D. Thoreau, « L'esclavage dans le Massachusetts ») https://presses.ens.psl.eu/collections_20_versions-francaises_de-l-esclavage-en-amerique_2-7288-0373-0.html